# Fjodor Alexandrovič Romanov
Fjodor Alexandrovič Romanov (23. prosince 1898, Petrohrad – 30. listopadu 1968, Ascain) byl ruský princ, vnuk cara Alexandra III. z matčiny strany a pravnuk cara Mikuláše I. z otcovy strany.

## Život
Narodil se 23. prosince 1898 v Petrohradu jako syn velkoknížete Alexandra Michajloviče Romanova a velkokněžny Xenie Alexandrovny.
Dětství prožíval v Rusku a francouzském Biarritzu. Během první světové války studoval v Armádním sboru pážat. Po Říjnové revoluci byl s rodiči, sourozenci a dalšími Romanovci držen v domácím vězení v Aj-Todoru na Krymu. Poté byl osvobozen a odplul s rodinou britskou lodí HMS Marlborough.
Zpočátku žil v domě své sestry princezny Iriny Alexandrovny a jejího manžela prince Felixe Felixoviče Jusupova v Paříži. Pracoval jako taxikář a později jako architekt.
Dne 3. června 1923 se v katedrálním chrámu svatého Alexandra Něvského v Paříži oženil s princeznou Irinou Pavlovnou Palej, s dcerou velkoknížete Pavla Alexandroviče a princezny Olgou Valerianovnou Palej. Měli spolu jednoho syna:
- princ Michail (1924–2008)

Od roku 1930 žili odděleně a 22. července 1936 se rozvedli.
Druhou světovou válku prožil ve Velké Británii v domě své matky. Roku 1946 mu byla diagnostikována tuberkulóza. Po zlepšení svého zdraví se usadil na jihu Francie.
Žil v Biarritzu. Nedařilo se mu najít stabilní zaměstnání a žil velmi skromně.
Zemřel 30. listopadu 1968 v obci Ascain.